# Longitud de onda

Longitud de onda en una sinusoide representada por la letra griega λ (lambda).

En física, se conoce como longitud de onda a la distancia que recorre una perturbación periódica que se propaga por un medio en un ciclo. La longitud de onda, también conocida como periodo espacial es la inversa de la frecuencia multiplicado por la velocidad de propagación de la onda en el medio por el cual se propaga. La longitud de onda se suele representar con la letra griega λ.
Generalmente el concepto de longitud de onda se asocia a ondas sinusoidales, aunque puede extenderse a cualquier onda periódica. La magnitud de la longitud de onda se puede determinar como la distancia entre dos máximos consecutivos de la perturbación. Por ejemplo, en una onda electromagnética, la longitud de onda se corresponde con la distancia entre dos máximos del campo eléctrico. En el caso de las olas del mar, la longitud de onda coincide con la separación entre dos crestas consecutivas.
La longitud de onda se mide en múltiplos o submúltiplos del metro en unidades del Sistema Internacional de Unidades. La longitud de onda de la luz visible es del orden de nanómetros. Las ondas de radio tienen una longitud de onda entre centímetros, metros e incluso kilómetros. Las longitudes de onda de sonidos audibles para el ser humano están entre unos 17 metros —para los sonidos graves— y 17 milímetros —sonidos agudos—.
La longitud de onda depende del medio en la que la perturbación se propaga. En medios no uniformes, la longitud de onda puede variar con la posición. Algunas ondas complejas se pueden expresar como la superposición de ondas sinusoidales simples; el rango de longitudes de onda que comprende la onda se denomina espectro.

## Ondas sinusoidales

Serie de Fourier aplicada para aproximar una onda cuadrada como suma de una, dos, tres y cuatro componentes espectrales.

Por el teorema de Fourier, cualquier onda periódica puede ser expresada como la suma ponderada de ondas sinusoidales de distinta longitud de onda. En otras palabras, cualquier onda periódica, independientemente de su forma, puede ser descompuesta en una serie de ondas sinusoidales. Esta propiedad permite estudiar el comportamiento de multitud de ondas mediante el análisis de cada una de sus componentes, denominadas componentes espectrales.
En una onda sinusoidal de frecuencia f y periodo T, la longitud de onda viene dada por la expresión:
| Símbolo                  | Nombre                              |
| ------------------------ | ----------------------------------- |
| {\displaystyle \lambda } | Longitud de onda                    |
| {\displaystyle f}        | Frecuencia                          |
| {\displaystyle T}        | Período                             |
| {\displaystyle u}        | Velocidad de propagación de la onda |

En el caso de ondas electromagnéticas propagándose en el vacío, la velocidad de propagación es la velocidad de la luz; en el caso de ondas de sonido, es la velocidad del sonido. En los medios denominados como no dispersivos esta velocidad de propagación es la misma para cualquier longitud de onda.

### Ondas estacionarias

Onda estacionaria (en negro) representada como la suma de dos ondas propagándose en sentidos opuestos (en rojo y azul).

Una onda estacionaria consiste en un movimiento ondulatorio que no se propaga, sino que permanece confinado en el espacio. En las ondas sinusoidales estacionarias existen puntos, llamados nodos, que permanecen inmóviles. La distancia entre dos nodos es la mitad de la longitud de onda.

Tres ondas estacionarias confinadas.

Como consecuencia de las condiciones de frontera, las ondas estacionarias deben tener nodos en los límites del espacio donde existen, lo que restringe el valor de longitudes de onda permitidas a aquellas que cumplen la relación {\displaystyle \lambda _{n}={\frac {2L}{n}}}, donde {\displaystyle L} es la longitud del medio y {\displaystyle n} es cualquier número entero.
Una onda estacionaria puede representarse como la superposición de dos ondas propagándose en sentidos opuestos. Como consecuencia, la longitud de onda, la frecuencia y la velocidad de la onda estacionaria guardan la misma relación que para una onda normal.

## Dependencia del medio

Separación de longitudes de onda por un prisma.

Las ondas se propagan a velocidad constante y línea recta en medios homogéneos. Sin embargo, al encontrar la onda un material de diferentes características, parte de la onda se transmite al segundo medio, mientras que otra parte se refleja. La onda reflejada se propaga en la dirección opuesta a la onda incidente y conserva la longitud de onda, pero la onda que penetra en un medio diferente experimenta un cambio de velocidad y de dirección (refracción).
La velocidad de propagación disminuye con la densidad del medio, por lo que al transmitirse la onda a un material más denso disminuye la longitud de onda y viceversa. En general, la relación entre las longitudes de onda en los dos medios es:
{\displaystyle {\frac {\lambda _{1}}{\lambda _{2}}}={\frac {n_{2}}{n_{1}}}}
donde {\displaystyle n_{1}} y {\displaystyle n_{2}} son los índices de refracción respectivos.
El cambio de dirección de la onda incidente viene dictado por la ley de Snell. Si {\displaystyle \alpha _{1}} y {\displaystyle \alpha _{2}} son los ángulos de incidencia y de refracción de la onda electromagnética se cumple la relación:
{\displaystyle n_{1}\operatorname {sen} \alpha _{1}=n_{2}\operatorname {sen} \alpha _{2}}
La ley de Snell implica que la dirección de propagación de la luz refractada depende de la longitud de onda. Por lo tanto, cuando un haz de luz blanca visible incide sobre una superficie de un material diferente, el haz se separa en todas las longitudes de onda que configuran su espectro, formando un arco iris. A este efecto se lo conoce como dispersión.

### Medios no uniformes

Onda que se propaga en un medio inhomogéneo. A medida que la onda pierde velocidad la longitud de onda disminuye y la amplitud aumenta hasta un máximo para después desvanecerse.

Las ondas con periodicidad temporal que se propagan en un medio inhomogéneo, cuyas propiedades cambian con la posición, pueden propagarse con una velocidad dependiente de la posición, por lo que pierden la periodicidad espacial. Por ejemplo, las olas en un cuerpo de agua que se aproximan a la orilla tienen una longitud de onda que varía según la profundidad del agua y la altura de la ola en comparación a su longitud de onda.
El análisis de las ecuaciones que gobiernan estos sistemas se realiza frecuentemente por la aproximación WKB o método de Liouville-Green, consistente en integrar la fase de la onda sobre todo el espacio usando un número de onda local; este método equivale a tratar el sistema como uniforme localmente; la longitud de onda en un punto dado puede calcularse a partir de la velocidad local de la onda y su frecuencia.

## Ondas en cristales

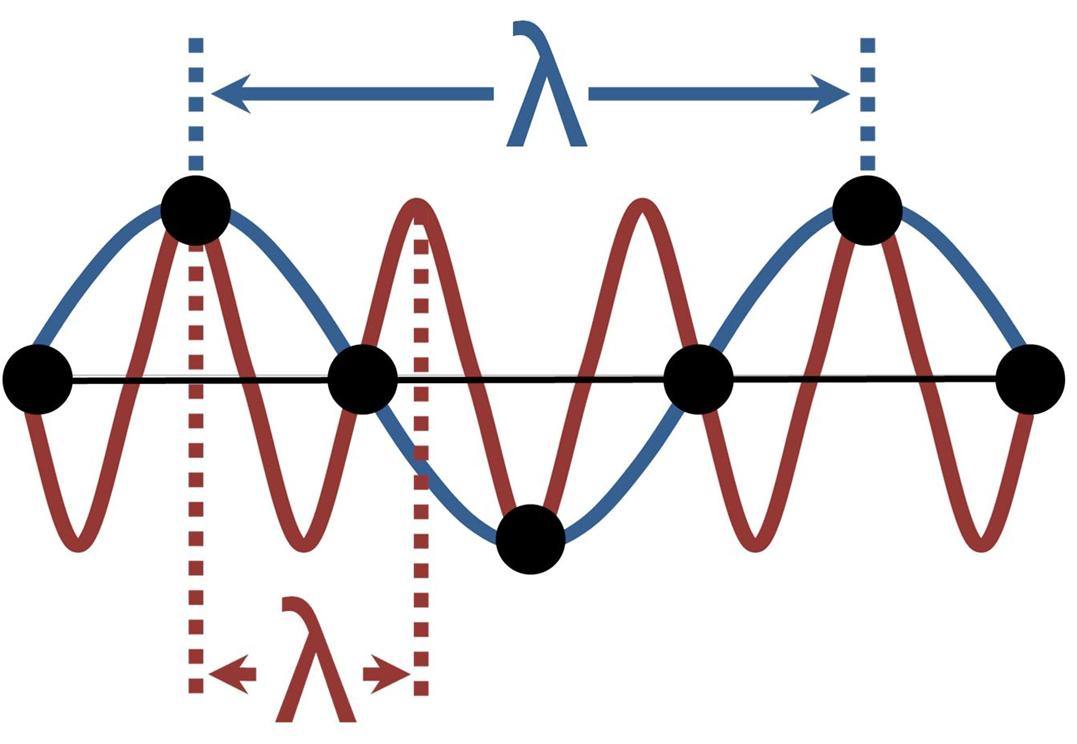
Una onda causada por las vibraciones de átomos dispuestos a distancias regularles puede describirse mediante diferentes longitudes de onda.

Las ondas en sólidos cristalinos no son continuas, porque se componen de vibraciones de partículas dispuestas en una red regular. Esto da lugar a un solapamiento al poderse describir la onda en función de diferentes longitudes de onda. Por convención, se utiliza la longitud de onda más larga que se ajuste a la onda. El espectro de longitudes de onda que describe todas las ondas posibles en un medio cristalino, se corresponde con los vectores de onda confinados en la zona de Brillouin. Esta indeterminación de la longitud de onda en sólidos tiene importancia en el análisis de fenómenos como las bandas de energía, y las vibraciones de redes.

## Longitud de onda asociada a partículas
Louis-Victor de Broglie postuló que todas las partículas que poseían una cantidad de movimiento tenían asociada una determinada longitud de onda. Es la denominada Hipótesis de De Broglie, base de la Mecánica cuántica.
| Símbolo                  | Nombre                                 |
| ------------------------ | -------------------------------------- |
| {\displaystyle \lambda } | Longitud de onda asociada a partículas |
| {\displaystyle h}        | Constante de Planck                    |
| {\displaystyle p}        | Cantidad de movimiento de la partícula |

A esta longitud de onda asociada a una partícula se la conoce como longitud de onda de De Broglie. La longitud de onda de Broglie de un electrón en un tubo catódico es de unos 10−13 m. Para representar las partículas subatómicas localizadas en un punto del espacio se utilizan los paquetes de ondas. La longitud del paquete de ondas y la extensión de los números de ondas de las ondas que componen el paquete, se corresponden con la incertidumbre de la posición y momento de la partícula respectivamente, cuyo producto viene dado por el principio de incertidumbre de Heisenberg.

## Multiplexación por longitud de onda
Las ondas electromagnéticas (como la luz) poseen una determinada longitud de onda en relación con su frecuencia. Por ejemplo, la longitud de onda de la luz roja es de alrededor de 645-700 nm; las frecuencias más bajas —y, por lo tanto, de longitudes de onda más largas— que el rojo se denominan infrarrojas y no son visibles por el ojo humano.
Es posible transmitir información mediante una determinada longitud de onda y mezclarla con otras transmisiones similares en un mismo medio, diferenciando todas ellas mediante su longitud de onda original. De hecho, es lo que hacemos al sintonizar un aparato de radio: elegimos una de las tantas emisiones que hay en el espectro electromagnético. Este principio es utilizado en fibras ópticas donde se transmiten varias informaciones por una misma fibra en un proceso denominado multiplexación por longitud de onda, que puede ser "densa" o "gruesa" según la cantidad de canales y la precisión requerida para la multiplexación, y por supuesto el costo de implementación. Esto es muy utilizado en cables de fibra óptica submarina, una evolución de los sistemas de multiplexación por división de frecuencia que se utilizaban anteriormente en cables coaxiales.

## Conversor de longitud de onda
Un conversor de longitud de onda es un dispositivo que se encarga de convertir la longitud de onda de la portadora de los datos en otra portadora distinta, es decir, cambiar la frecuencia de la señal de entrada en otra diferente y deseada a la salida. En el ámbito de las telecomunicaciones, es muy útil ya que permite la conexión entre redes ópticas no coordinadas y además permite aprovechar al máximo y de manera eficiente las frecuencias ópticas disponibles.
Dependiendo del tipo de conversor, el dispositivo se compone de una o dos señales de entrada. Estas señales siempre serán ópticas dado el objetivo del dispositivo. Sin embargo, siempre se compondrá de una señal de salida, también óptica. Existen diferentes tipos de conversores de longitud de onda:
- Conversor de longitud de onda optoelectrónico: este conversor consta en su primera etapa de un receptor optoeléctrico que transforma la señal λin  de entrada en una señal eléctrica. Esta señal eléctrica es usada en el transmisor electróptico como fuente para crear una copia de la señal de entrada a una longitud de onda diferente y deseada, λconv.
- Conversor de longitud de onda todo-óptico (all-optical): este conversor se basa en efectos ópticos no lineales para transferir la modulación de la señal de entrada λ1 (señal de datos a la que se quiere cambiar la longitud de onda) a una señal continua no modulada, λ2. Por tanto, a la salida se tiene la información de la señal de entrada de datos a la longitud de onda de la señal continua. Este tipo de conversor puede ser subdividido según sus métodos de operativa principales en dos categorías: conversores de longitud de onda coherentes y conversores de longitud de onda de modulación cruzada. Este último Cross Modulation Wavelength Converter, se vuelve a subdividir en otras cuatro categorías dependiendo de las propiedades del medio óptico no lineal y de la modulación de la señal óptica: modulación de ganancia cruzada (XGM, cross-gain modulation), modulación de fase cruzada (XPM, cross-phase modulation), modulación de absorción cruzada (XAM, cross-absorption modulation) y modulación de polarización diferencial (DPM, differential polarization modulation).

Una de las grandes diferencias entre ambos convertidores es la velocidad que pueden alcanzar. En el caso de los convertidores optoelectrónicos, se pueden llegar a alcanzar tasas de 2.5 Gbps, debido a las limitaciones impuestas por los componentes electrónicos, mientras que en el caso de los todo-ópticos se llega hasta los 40 Gbps. Otra desventaja de estos convertidores (optoelectrónicos) es que no son transparentes a la modulación de la señal de entrada. Esto se debe a que no son capaces de procesar diferentes modulaciones y, por tanto, la información contenida en la intensidad, la frecuencia, la fase o la polarización de la señal debe ser reprocesada para la conversión de la longitud de onda o se perderá.